# Barbra Casbar Siperstein
Barbra Casbar Siperstein (20 de noviembre de 1942 - 3 de febrero de 2019) fue una activista estadounidense transgénero. Fue el único miembro abiertamente transgénero del Comité Nacional Demócrata hasta su expulsión.

## Vida
Siperstein nació el 20 de noviembre de 1942, y creció en Jersey City, Nueva Jersey. A finales de la década de 1980, Siperstein le reveló a Carol, su esposa, que era transgénero. Carol la apoyó y animó a realizarse la transición de género en pequeños pasos. Siperstein era abiertamente transgénero con su familia, pero no lo hizo público hasta alrededor del 2000, cuando comenzó su activismo. Fue sacada de un periódico local y avanzó más rápido en su transición de género. Siperstein mencionó que su dolor por la muerte de su esposa lo pudo canalizar en su trabajo como activista. Ocho años después de la muerte de Carol, cambió su nombre hebreo oficialmente a un nombre femenino después de que una teshuvá sobre el estado de las personas transgénero en la fe judía le permitió hacerlo. Siperstein comenzó su activismo por completo después de que su hija se hizo cargo del negocio familiar, ya que se sentía más libre en defender su activismo.

## Carrera y activismo
Siperstein sirvió en el ejército y era propietario de una pequeña empresa. Abogó por la igualdad de género en el matrimonio y contra la discriminación en lugares de trabajo. También abogó por hacer de la igualdad de género una parte importante de cualquier agenda política. Fue uno de los 24 autores que ayudaron a escribir los Principios de Dallas en 2009.
Siperstein fue presidente y miembro de la junta de los Demócratas de Stonewall de Nueva Jersey hasta su cierre en 2013. También fue vicepresidenta de Garden State Equality y vicepresidente del Comité Nacional Demócrata del Este del Caucus. A través de esas organizaciones, abogó por la igualdad de género y contra los delitos de odio en Nueva Jersey. También fue nombrada para la Comisión de Revisión de Nueva Jersey. Se desempeñó como vicepresidente adjunto del Comité Estatal Demócrata de Nueva Jersey. Fue directora política de la Asociación de Defensa de Nueva Jersey.
En 2009, Siperstein se convirtió en la primera miembro abiertamente transgénero del DNC, donde fue posicionada por el entonces presidente Tim Kaine. Fue nombrada miembro del Comité Ejecutivo del Comité Nacional Demócrata en 2011, donde prestó servicios hasta octubre de 2017. En la Convención Nacional Demócrata de 2016, Siperstein fue una superdelegada para la entonces candidata Hillary Clinton. En 2016, fue una de las 28 personas transgénero que prestan servicios en el Comité Nacional Demócrata.
Siperstein también contribuyó al Huffington Post.
Siperstein murió el 3 de febrero de 2019, a la edad de 76 años. El gobernador Phil Murphy de Nueva Jersey ordenó que se bajaran las banderas a media asta en honor a su muerte.